# Jesse H. Lippincott

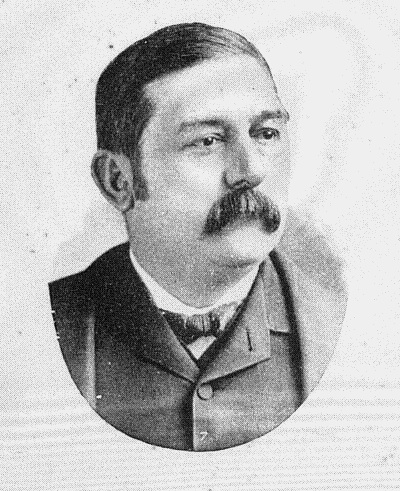
Jesse H. Lippincott Gründer der North American Phonograph Co.

Jesse Harrison Lippincott (* 18. Februar 1843 in Mount Pleasant, Pennsylvania; † 18. April 1894 in Newton, Massachusetts) war ein amerikanischer Unternehmer, welcher mit der Gründung des Unternehmens North American Phonograph Company den Grundstein für die Sprechmaschinenindustrie in den Vereinigten Staaten legte.

## Leben
Jesse H. Lippincott wurde am 18. Februar 1843 in Mount Pleasant, als Sohn des Kaufmannes Joseph H. Lippincott und Eliza Lippincott, geborene Strickler geboren. Mit achtzehn Jahren trat er in die Armee ein und diente drei Jahre lang als Freiwilliger während des Sezessionskrieges in der 28th Pennsylvania Volunteer Infantry der United States Army. Kurz nach Ende des Krieges betätigte er sich als Lebensmittelhändler und beteiligt sich gemeinschaftlich mit Henry Clay Fry an dessen in Pittsburgh, Pennsylvania gelegener Glasfabrik, der Fry jedoch im Jahre 1869 den Rücken zukehrte und das Unternehmen verließ.
Im Jahr 1872 traten Henry Clay Fry und Lippincott wieder miteinander in Verbindung, woraufhin sich dieser an der in Pittsburgh, Pennsylvania gegründeten Rochester Tumbler Company (Rochester Tumbler Co.), deren Produktionsstätten sich in Rochester, Pennsylvania befanden, beteiligte und in der Geschäftsleitung als Direktor tätig wurde. Des Weiteren war Lippincott Direktor der First National Bank of Rochester in Beaver Country sowie einer der Direktoren der Fifth National Bank of Pittsburgh, die im Jahre 1871 gegründet wurde.
Einen Teil seines Einkommens, einschließlich der ausgezahlten Dividenden, generiert durch den Besitz von Aktien, als Investitionskapital nutzend, sowie auf der Suche nach neuen Investitionsmöglichkeiten beschloss Lippincott, nachdem er seinen alten Bekannten Thomas R. Lombard als persönlichen Berater in finanziellen Angelegenheiten eingesetzt hatte und jener ihn auf die neuartigen Sprechmaschinen hingewiesen hatte, in diese zu investieren, um ein möglicherweise vorhandenes kommerzielle Potential für sich zu erschließen. Er trat zum einen mit den Vertretern der American Graphophone Company (American Graphophone Co.) und zum anderen mit denen der Edison Phonograph Company (Edison Phonograph Co.) in Kontakt, unter der Zielsetzung, die unterschiedlichen Interessenlagen bezüglich des Phonographen, entwickelt von Thomas Alva Edison, und des Graphophons, eine Weiterentwicklung des Phonographen durch Chichester Alexander Bell und Charles Sumner Tainter, zu vereinen. Mit Abschluss der Verhandlungen zu seinen Gunsten gründete Lippincott am 14. Juli 1888 die North American Phonograph Company, deren erster Direktor er wurde. Zwei Jahre später verließ Lippincott bereits wieder das Unternehmen, welches 1890 in die Insolvenz geriet, aufgrund einer schwerwiegenden Erkrankung.
Lippincott war in erster Ehe mit Mary Richardson und in zweiter Ehe mit Lily Richardson verheiratet. Er verstirbt am 18. April 1894 aufgrund einer Hirnlähmung in Newton, Massachusetts, im Alter von einundfünfzig Jahren.